# Cox Communications
Cox Communications, Inc. (también conocido como Cox Cable y anteriormente Cox Broadcasting Corporation, Dimension Cable Services y  Times-Mirror Cable) es un proveedor estadounidense de televisión por cable digital, telecomunicaciones y servicios de domótica. Es el tercer proveedor de televisión por cable más grande de los Estados Unidos, presta servicio a aproximadamente 6,5 millones de clientes, incluidos 2,9 millones de suscriptores de cable digital, 3,5 millones de suscriptores de Internet, y casi 3,2 millones de suscriptores de telefonía digital, lo que la convierte en la séptima compañía telefónica más grande del país. Cox tiene su sede en 6205 Peachtree Dunwoody Rd en Sandy Springs, Georgia, EE. UU., en el área metropolitana de Atlanta. Es una subsidiaria de propiedad privada de Cox Enterprises.

## Historia
Cox Enterprises se expandió a la industria de la televisión por cable en 1962 al comprar varios sistemas de cable en Lewistown, Lock Haven y Tyrone (todo en Pensilvania), seguido de sistemas en California, Oregón y Washington. La compañía subsidiaria, Cox Broadcasting Corporation (no relacionada con el Cox Media Group, que se enfoca en estaciones de radio y estaciones de televisión), no se formó oficialmente hasta 1964, cuando se estableció como una empresa pública cotizada en la Bolsa de Valores de Nueva York. La empresa pasó a llamarse Cox Communications en 1982. Cox Enterprises la tomó en privado en 1985.
En 1993, Cox comenzó a ofrecer servicios de telecomunicaciones a empresas y fue el primer operador de cable de sistema múltiple en hacerlo. Esto eventualmente se convirtió en Cox Business, que ahora representa $ 1 mil millones en ingresos anuales. En 1995, Cox adquirió las propiedades de cable de Times-Mirror y, como resultado, se convirtió nuevamente en una empresa que cotiza en bolsa.
En 1997, Cox se convirtió en el primer operador de cable de sistema múltiple en ofrecer servicios telefónicos a los clientes luego de la Ley de Telecomunicaciones de 1996. Dos años más tarde, en 1999, Cox adquirió los activos de televisión por cable de Media General en el condado de Fairfax y Fredericksburg, Virginia. Al año siguiente, Cox Communications adquirió Multimedia Cablevision con activos en Kansas, Oklahoma y Carolina del Norte.
En 2004, la Junta de Supervisores del Condado de Fairfax encontró a Cox Communications culpable de violar un acuerdo con el condado que establecía que todos los hogares atendidos por Cox dentro del Condado de Fairfax estarían listos para la tecnología digital con la nueva red de fibra óptica para junio de 2003. Cuando este término expiró con menos del 30% del condado completado, la Junta de Supervisores decidió multar a Cox con $100 por día desde el origen.

## Servicios residenciales

### Televisión por cable de Cox
Cox distribuye programación de televisión por cable de definición estándar y alta definición, incluido Cable digital. Cox lanzó Digital Cable en su sistema del Condado de Orange en 1997. En febrero de 2008, Cox comenzó a implementar la tecnología video digital conmutado (SDV) en algunos de sus mercados. A fines de 2014, Cox comenzó a notificar a los clientes en su mercado de Connecticut que cambiarían a una plataforma de video totalmente digital, lo que requiere un pequeño adaptador digital (denominada "Mini-Box de Cox") para televisores que antes estaban conectados a una señal solo analógica.
Esta misma notificación se extendió a todos los demás mercados principales en 2016.

#### Grabador de vídeo digital
Cox ofrece el servicio de grabadora de video digital, provisto usando Motorola, Scientific-Atlanta, Cisco, o anteriormente Moxi según el mercado local.

#### A pedido
Cox ofrece el servicio video on demand en la mayoría de sus mercados bajo el nombre On Demand. Las ofertas de On Demand son bastante estandarizadas, basadas en portales y transmiten VODnets como The Ski Channel, e incluyen ofertas de HD y repeticiones de las principales series de cadenas.

### Internet de alta velocidad de Cox
A partir de 2013, Cox ofrece servicio de Internet por cable a más de 21,8 millones de personas en 18 estados, lo que lo convierte en el cuarto proveedor más grande de servicios de Internet por cable en los EE. UU. (según el área de cobertura).
Cox ofrece cinco niveles de Internet de alta velocidad en todos sus mercados: Starter (10 mbps de descarga/1 mbps de carga), Essential (50 mbps de descarga/3 mbps de carga), Preferred (150 mbps de descarga/10 mbps de carga), Ultimate (300/500 mbps de descarga/10 mbps de carga) y Gigablast (900 mbps de descarga/35 mbps de carga vía coaxial y 1000 mbps de descarga/1000 mbps de carga vía fibra). En ciertos mercados, también ofrecen dos planes de asistencia financiera, uno es Straight Up y el otro Connect 2 Compete. Cox lanzó inicialmente Internet de alta velocidad en 1996 en su infraestructura del condado de Orange. Cox obtuvo la licencia de la tecnología PowerBoost de Comcast en 2007 y la ofrece en Preferred niveles de servicio , Premier y Ultimate. Las velocidades máximas de descarga del servicio están entre 15 y 300 Mbit /s.
- Se enumeran límites de ancho de banda mensuales "suaves" para los cuatro niveles de servicio, y Cox cobra una tarifa considerable por exceder los límites de uso de datos.[18]
- En septiembre de 2011, Cox anunció la disponibilidad de un medidor de uso de datos para que los clientes verifiquen su uso de datos.[19]
- En 2011, la FCC lanzó el "3,047 / 5,000".

### Teléfono digital de Cox
Cox ofrece servicio telefónico en la mayoría de sus áreas de servicio. Dependiendo de las áreas de servicio, se utilizan varias tecnologías, incluidos los sistemas VoIP híbridos y de conmutación de circuitos. Cox ha ganado múltiples J.D. Power and Associates por su servicio telefónico.

### Vida familiar de Cox
En 2010, Cox comenzó a ofrecer una variedad de servicios de seguridad y domótica a los clientes en su mercado de Tucson, Arizona como prueba. En 2011, este producto se expandió a todo el mercado de Cox en Arizona y se lanzó a otros mercados durante los dos años siguientes; luego pasó a llamarse Cox Homelife en todos los mercados. En diciembre de 2014, Cox lanzó Cox Homelife en Luisiana.

### Negocios de Cox
Negocios de Cox proporciona servicios de voz, datos y video para más de 260 000 empresas pequeñas y regionales, incluidos proveedores de atención médica, educación K-12 y superior, instituciones financieras y federales, organizaciones gubernamentales estatales y locales. Según Vertical Systems Group, Cox Business es el cuarto proveedor más grande de servicios de Ethernet empresarial en los EE. UU. según los puertos de los clientes y la empresa ocupó el primer lugar entre los proveedores de servicios de datos para pequeñas y medianas empresas en los estudios de telecomunicaciones de J.D. Power and Associates en 2006, 2008 y 2010.[cita requerida] En 2013, Cox Business tenía la tercera empresa comercial más grande por ingresos (de proveedores de cable que brindan servicios comerciales), con $1200 millones en ingresos a partir del tercer trimestre de 2013.